# Petr Wolfgang Wygodzinsky
Petr Wolfgang Wygodzinsky est un entomologiste allemand, né le 5 octobre 1916 à Bonn et mort en 1987.

## Biographie
Il est le fils de Willy et d’Adele née Sperling. Il obtient son doctorat à Bâle. Il travaille pour le service antipaludéen de Rio de Janeiro en 1941. Dans la même ville, de 1941 à 1948, il travaille pour l’Institut d’agriculture. De 1948 à 1954, il travaille pour l’institut de médecine de Tucumán en Argentine. De 1954 à 1958, il enseigne à l’Institut Miguel Lillo, de 1958 à 1962, à l’université de Buenos Aires. À partir de 1962, il est conservateur assistant à l’American Museum of Natural History de New York. Il est spécialiste des thysanoures, des réduves et diptères de la famille des Simuliidae.